# Hans Schütz (Politiker)

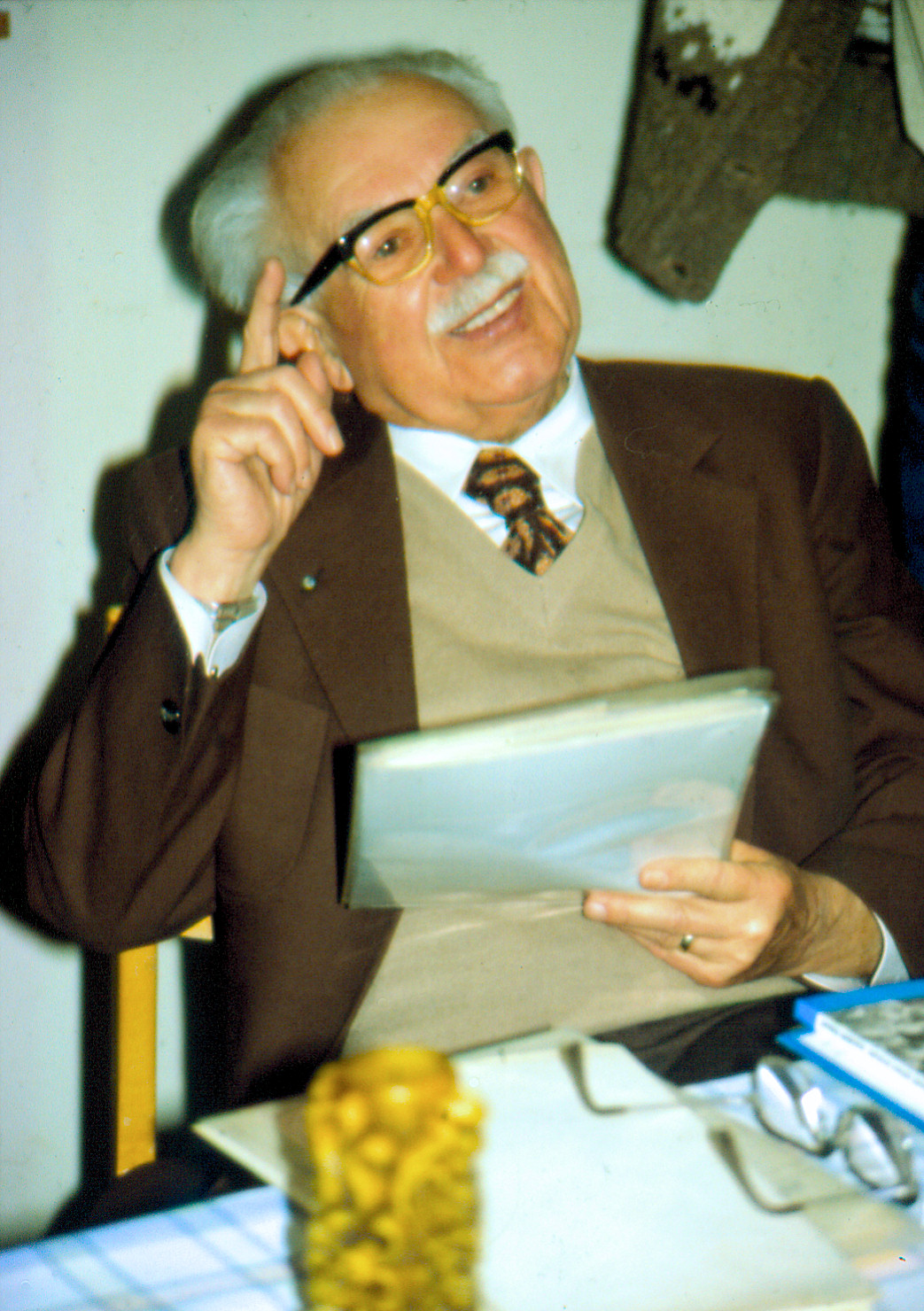
Hans Schütz, ca. 1980 bei einem Gespräch im Rahmen der Jungen Aktion der Ackermann-Gemeinde

Hans Schütz (* 14. Februar 1901 in Hemmehübel, Österreich-Ungarn; † 24. Januar 1982 in München) war ein sudetendeutscher Politiker (DCSV, CSU).

## Leben
Schütz war Mitglied der Deutschen Christlich-Sozialen Volkspartei und Vorsitzender des Verbandes der deutschen christlichen Gewerkschaften in der ersten Tschechoslowakischen Republik. Von 1935 bis 1938 war er Abgeordneter im Tschechoslowakischen Abgeordnetenhaus.  Im März 1938 erfolgte der Übertritt in die Sudetendeutsche Partei (SdP) Henleins. Am 7. Januar 1939 beantragte er die Aufnahme in die NSDAP und wurde rückwirkend zum 1. November 1938 aufgenommen (Mitgliedsnummer 6.722.273). Er wurde 1939 Soldat der Wehrmacht und kämpfte an der Ostfront. Nach seiner Vertreibung aus der Tschechoslowakei  gründete er 1946 in Bayern mit Walter Becher den Arbeitskreis zur Wahrung sudetendeutscher Interessen und im gleichen Jahr die Ackermann-Gemeinde.
Schütz gehörte mit Wenzel Jaksch, Walter Zawadil und Walter Brand zu den Verfassern der „Adventserklärung von Eichstätt“ vom 27. November 1949, in der Vertreter der Sudetendeutschen einerseits die Wiederherstellung ihrer eigenen Rechte und Freiheiten sowie die Anerkennung des Heimatrechts aller Vertriebenen, verwahrten sich andererseits aber auch gegen Kollektivbeschuldigungen gegen das tschechische und polnische Volk.
Schütz war 1948/49 Mitglied des Wirtschaftsrates der Bizone und dort Vorsitzender des Flüchtlingsausschusses. Er gehörte dem Deutschen Bundestag seit dessen erster Wahl 1949 bis zum 5. Februar 1963 an. Er vertrat als stets direkt gewählter Abgeordneter den Wahlkreis Dillingen im Parlament und war Sozialexperte seiner Partei. 1957 bis 1962 war er stellvertretender Vorsitzender der CSU-Landesgruppe, von 1961 bis 1963 Vorsitzender des Arbeitskreises Sozialfragen der CDU/CSU-Bundestagsfraktion. Von 1950 bis 1963 war er Delegierter zur Beratenden Versammlung des Europarates.
1963 wurde er Staatssekretär im Bayerischen Staatsministerium für Arbeit und Soziale Fürsorge. Nach dem Rücktritt des Sozialministers Paul Strenkert übernahm er 1964 dessen Amt und bekleidete es unter Alfons Goppel bis zum 5. Dezember 1966. In dem neuen Kabinett war er nicht mehr vertreten.
Er wurde 1959 mit dem Bayerischen Verdienstorden ausgezeichnet, 1967 erhielt er das Große Verdienstkreuz mit Stern und Schulterband der Bundesrepublik Deutschland. Zudem war er Ehrenmitglied der katholischen Studentenverbindungen K.D.St.V. Ferdinandea-Prag zu Heidelberg und K.D.St.V. Nordgau-Prag zu Stuttgart im CV.

## Veröffentlichungen
- Aufzeichnungen und Erinnerungen. In: Abgeordnete des Deutschen Bundestages. Aufzeichnungen und Erinnerungen, Band 2, Boppard am Rhein, 1983, Seiten 189 bis 234 (postum).